# Меланхолійний вальс
«Меланхолійний  вальс»  — український повнометражний художній фільм режисера Бориса Савченка, створений у 1990 році на Київській кіностудії художніх фільмів ім. О.Довженка. Фільм знятий за мотивами однойменного оповідання, листів і щоденників Ольги Кобилянської.

## Сюжет
Події фільму відбуваються в останні роки 19 століття. Три дівчини, Марта, Ганна та Софія, представниці класу української інтелігенції, прагнуть присвятити своє життя науці та мистецтву. Це три різних історії кохання і життя: хтось щасливий, хтось шукав одне щастя, а знайшов зовсім інше, у когось мрії розбилися вщент.

## У ролях
- Марина Поліщук — Софія
- Світлана Круть — Ганнуся
- Інна Капінос — Марта
- Олег Савкін — гуцул
- Георгій Морозюк — дядько Софії
- В. Ілащук — професор
- Таїсія Литвиненко — пані Бранко
- Раїса Недашківська — мати Софії
- Людмила Нікончук — Парасочка
- Людмила Лобза — Катерина
- Мирослав Маковійчук — незнайомець
- Ігор Сторожук — Іван
- Ю. Близнюк
- Микола Слободян — викладач німецької мови
- Наталія Гебдовська — старенька на поминках
- Василь Киба — епізод
- Віктор Маляревич — епізод
- В'ячеслав Дубінін — епізод
- Р. Храпливий — епізод
- Анатолій Пашнін — епізод
- Віктор Степаненко — епізод
- Дмитро Наливайчук — чоловік на поминках
- Володимир Вознюк — священик
- Оля Сирота — епізод
- Володя Тащук — епізод
- Олесь Хоролець — епізод
- Вікторія Корсун  — епізод (немає в титрах)
- Костянтин Артеменко — чоловік на поминках (немає в титрах)
- Борис Александров — чоловік на поминках (немає в титрах)
- Ігор Халізов — Василь (немає в титрах)
- Олександра Гуменецька — епізод (немає в титрах)

## Знімальна група
- Автор сценарію: Василь Портяк
- Режисер-постановник: Борис Савченко
- Оператори-постановник: В'ячеслав Онищенко, Володимир Білощук
- Художник-постановник: Сергій Бржестовський
- Композитор: Володимир Шумейко
- Пісні у виконанні Рахілі Руснак
- Режисер: Віктор Маляревич
- Художник по костюмах: Алла Сапанович
- Художник по гриму: С. Замаєва
- Декоратори: О. Янішевська, І. Назаренко
- Звукооператор: Ольга Верещагіна-Янко
- Монтажер: Олександра Голдабенко
- Комбіновані зйомки: оператор — В. Воронов, художник — Сергій Бржестовський
- Симфонічний оркестр під керівництвом Володимира Кожухаря
- Консультант: Володимир Вознюк
- Редактор: Олександр Кучерявий
- Директори фільму: Сергій Улицький, Петро Тарасов

## Нагороди
- 1990 — Диплом за музику до фільму І Українського кінофестивалю